# Synagoga v Rabí
Bývalá synagoga v Rabí je v současnosti dům č.p. 102 nacházející se v podhradí jižně od náměstí v Rabí, v ulici vedoucí ke hřbitovu podél hradeb. Je chráněn jako kulturní památka České republiky.
Budova byla židovské obci prodána roku 1839, a synagoga vznikla do roku 1849, k bohoslužebným účelům byla využívána až do 90. let 19. století. V roce 1897 byl objekt adaptován jako obytný dům, přičemž došlo k devastaci interiéru, ale vnější část včetně synagogálního okna zůstala zachována.
Ve městě se též nachází židovský hřbitov.